# Found footage
Found footage, in ambito cinematografico, è l'espressione anglosassone che si usa per indicare il girato di repertorio, ovvero riprese cinematografiche preesistenti ed archiviate, che vengono poi riutilizzate. Per estensione (o meglio per metonimia) in un parlato gergale il termine found footage si usa anche per descrivere dei film, documentari o programmi televisivi che contengono riprese di repertorio, o il genere televisivo (anche detto format) specifico. Il termine found footage significa letteralmente "girato ritrovato", dove con "girato" in cinematografia si intende la pellicola impressionata, cioè le riprese effettuate.
Le fonti del found footage (detto anche materiale d'archivio) possono essere molteplici: dai cellari di una cineteca, dall'archivio di una casa di produzione cinematografica o di un'emittente televisiva (archivi spesso detti library) a materiali di realizzazione amatoriale, personale, diaristica (anche detti "filmini di famiglia" o home movies). La figura professionale specifica di chi compie ricerche e realizza prodotti audiovisivi con found footage è il ricercatore di repertorio, che coniuga le competenze dell'autore audiovisivo (conoscendo e padroneggiando il linguaggio cinematografico innanzitutto) e dell'archivista, e dotato anche di una particolare conoscenza di temi specifici in chiave storicizzata, così da essere in grado di valutare la pertinenza intrinseca delle riprese che osserva. Il ricercatore conosce gli archivi, le cineteche e i fondi dove poter attingere per determinate ricerche, vi compie le ricerche visionando i materiali conservati e sa gestire le questioni lei-economiche riguardo al diritto d'autore e l'utilizzo dei repertori.
Una fattispecie specifica del found footage è quella dei film d'arte. Si tratta di una pratica di prelievo e recupero, un cinema che parte dai nastri di celluloide impressionata per rimodellarli in una nuova forma. Non va confuso con il documentario o con i materiali di repertorio. Il termine ammicca all'object trouvé della storia dell'arte.
Il found footage ha un significato vicino, ma non assimilabile, a quello del film-collage, del film di montaggio e del film cut-up. Spesso la tecnica del found-footage è stata usata da artisti del cinema underground, dai video artisti e dagli anni novanta anche in ambito commerciale. Il film di recupero nasce nel momento in cui il montaggio si afferma come momento di elaborazione secondario. Le pellicole lasciate all'abbandono vengono recuperate e riutilizzate, favorendo l'elaborazione di una pratica differente del cinema, il found footage.

## Caratteristiche
L'uso di questo espediente nel cinema ha scopo prima di tutto economico: non ci sono riprese e si utilizzano solo documenti preesistenti. Vari segmenti dei film vengono incollati pezzo per pezzo, oppure vengono prelevate delle parti d'insieme che poi sono ridistribuite secondo un ordine diverso. Il collage è ciò che fa nascere il senso. Il collegamento può essere logico, analogico o a carattere assurdo. La nozione inglese di found footage evoca l'idea di oggetto trovato e convoca anche la nozione di ready-made cara a Duchamp. In effetti, il found footage, è pellicola trovata (spesso per caso), ma è soprattutto della pellicola selezionata e ridistribuita. Lo spostamento (deplacement) dell'intenzione, che va dal prelevamento, a una forma di appropriazione che si può chiamare “rabattement”.
Il procedimento del found footage fa frequentemente appello alla citazione e alla parodia, rinviando alla fonte come oggetto di referenza. Il found footage accentua necessariamente il montaggio come procedimento ludico e questo indipendentemente dal risultato finale del film. La capacità del cineasta si manifesta attraverso la sua abilità nel padroneggiare la relazione dei piani e delle sequenze che usa. Ciascun cineasta usa i materiali secondo i suoi bisogni e i suoi obbiettivi. Il found footage, o cinema di riciclo, possiede almeno tre caratteristiche distintive : autonomizza le immagini, privilegia l'intervento sulla pellicola considerata come materia e ricerca nuovi sistemi (per esempio, gli strati di emulsione) o delle nuove forme di montaggio.
Tra le fonti artistiche di montaggio delle pratiche di found footage, ci sono il fotocollage e il fotomontaggio degli anni '20; le forme moderne dell'intertestualità letteraria, da Lautréamont a Joyce ed Ezra Pound; il collage cubista; e soprattutto il détournement Dadaista, secondo il quale l'arte non consiste più nel produrre delle riflessioni e delle beffe, ma a spostare simbolicamente degli oggetti o dei processi. Le note preparatorie di Fernand Léger per Le Ballet mécanique (1924) rappresentano il primo abbozzo di un trattato di found footage : « [E]mployer des chutes de film quelconque — sans choisir — au hasard». Si individuano 5 tipi di usi di found footage: elegiaco, critico, strutturale, materiologico e analitico.

## Storia
Esfir Šub inaugura il genere del found footage nel 1927 con La Caduta della dinastia Romanov, Il grande cammino e poi nel 1928, La Russia di Nikolaj II e Leone Tolstoj. Per questi 3 film la Šub trae delle sequenze da una massa di documenti ai quali ella conferisce una nuova dimensione; contrapponendo due mondi che si odiano e si ignorano, fa scaturire l'ironia e l'assurdo donando a questi documenti una forza emotiva che a priori non possiedono.
Anche Vertov, in Tre Canti su Lenin, utilizza immagini di repertorio, ricercando materiali grezzi, al fine di costruire un'ode a Lenin.
La visione politica permette di organizzare il materiale grezzo secondo una dialettica efficace, anche se a volte può sembrare schematica o riduttiva. In questi film di raccolta, la critica sorge dal documento per il suo isolamento dal contesto iniziale e per la sua contrapposizione ad altri elementi.
Il film di found footage quindi si interroga sull'organizzazione delle sequenze, più vicina all'immagine, come in Sul bordo della camera (1932) di Henri Storck, dove sono montate in maniera comica, delle immagini di attualità sul rapporto dell'individuo con la massa. Poi con La storia di un soldato sconosciuto, in Storck emerge la critica pacifista. Nel film alterna immagini ufficiali di politici, a sequenze di feriti, di cadaveri e di scheletri. I film della Šub, di Storck e l'opera tardiva di Germaine Dulac(Il cinema a servizio della storia del 1935) lavorano sull'attualità con delle immagini ufficiali. Questo favorisce la loro circolazione perché si tratta di immagini già conosciute.
A volte la citazione è solo un accenno, a volte è il motivo centrale del film come in Rose Hobart (1936-1939) di Joseph Cornell, The Doctor's Dream (1978) o Keaton's Cops (1991) di Ken Jacobs, Pièce touchée di Martin Arnold, The Great Blondino (1967) di Robert Nelson.
Rene Vienet toglie il senso iniziale delle immagini, cambiando solo il doppiaggio e i sottotitoli del film originale. In La Dialectique peut-elle casser des briques? (1972) Vienet distorna un film di karate, cambiando i sottotitoli e quindi dando un significato diverso alla storia, procedimento che poi userà anche con il film pornografico (Les Filles de Kamare, 1974).
Guy Debord, ricorre a film pubblicitari e all'attualità per realizzare la sua critica della società, come in Sur le passage de quelques personnes à travers une assez courte unitè de temps (1960), La Critique de la separation (1961) e soprattutto in La Societè du spetacle (1973).
Le rivendicazioni politiche, sociali, identitarie o esistenziali motivano spesso il ricorso al found footage, permettendo un'appropriazione delle rappresentazioni problematiche.
Esiste un'opposizione tra l'anonimato delle immagini trovate e la scelta delle sequenza utilizzate dai cineasti degli anni '60 e '70 che analizzano il mezzo e della realizzazione dei film di compilazione come Germaine Dulac, Esfir Šub e Henri Storck.
Molti cineasti utilizzano il found footage nel corpo di una preposizione cinematografica. In questo caso la sequenza può gonfiarsi a dismisura. I film inscrivono la possibilità di discutere sul contenuto del documento.
Un certo numero di film di found footage fanno appello a un trattamento secondario che viene premuto sul flusso di immagini: l'aggiunta di testi differenti dai sottotitoli. Le parole, frasi e più esplicitamente, l'apposizione di una grafia non sempre leggibile si trovano in Guy Debord, Isidore Isou, Maurice Lemaître, Cecile Fontaine e Frederique Devaux. Si trova un esempio di questa tecnica nel film di Len Lye, Trade Tatoo (1937), nel quale il progetto pubblicitario determina la logica di concatenazione di parole e frasi che scandiscono il film. Le parole o frasi sono dipinte direttamente su nastro tra le sequenze documentarie abilmente rilavorate per mezzo della colorazione e della solarizzazione. A volte, sono apposte con lo stencil sull'immagine fotografica, inducendo un contrappunto testuale al flusso di immagini. Le loro posizioni e i loro spostamenti nel quadro si congiungono con il movimento rappresentato dall'immagine.
Una delle caratteristiche del cinema degli anni 80 e 90 è la padronanza di tutte le tappe della fabbricazione del film, che comprendono lo sviluppo e l'elaborazione dei piani dei film. Non si tratta solamente di chiedersi come si concatena il montaggio ma anche la struttura, la superficie e lo spessore del nastro. Lavorare sul supporto e sulla superficie dell'immagine. Gioco di supporto tramite il quale si costituiscono e attraverso il quale si moltiplicano i procedimenti di intervento e di innovazione dei cineasti degli anni 80: sviluppo artigianale, scollaggio dell'emulsione e ricollocamento su di altri supporti, utilizzo di diversi formati e ricollocazione su nuove basi.
Se si lavora con delle immagini anonime come fanno Yervant Gianikian e Angela Ricci Lucchi nella maggior parte dei loro film o Paolo Gioli ne L'Operatore perforato (1979), o con delle serie televisive come Frederique Devaux in Midweekend (1985-1986) e Big Brother(1983) e Cecile Fontaine in Golf Entretien (1984) e Overeating (1984), allora il trattamento plastico di questi materiali di base è infinito.
Il gruppo Schmelzdahin, Jürgen Reble, Metamkine, sono i più eccessivi: prendendo possesso dei film, li copiano e poi li attaccano chimicamente, trasformando le loro qualità plastiche, le quali rinnovano il loro significato a patto che se ne faccia il montaggio.
Il ricorso a film primitivi non rivela le stesse caratteristiche quando è fatto da Gianikian e Ricci Lucchi, che si interrogano sulla natura della rappresentazione di un mondo condannato a sparire, come nel caso di Dal Polo all'Equatore (1986), e in Paolo Gioli che ne L'Operatore perforato si interroga sul supporto filmico a partire dalla specificità del 9,5 mm.
L'appropriazione rivela diverse forme durante gli anni 80 e consiste nel trattare i film nel tingerli o attaccarli chimicamente. Così il gruppo Schmelzdahin, poi Jürgen Reble o Matthias Müller in Germania, Phil Solomon, Caroline Avery, Nina Fonoroff negli Stati Uniti, Sabine Hiebler e Gerhard Ertl in Austria, Cecile Fontaine, Metamkine e, in una certa misura, Michael Amarger in Francia, lavorano queste manipolazioni a gradi diversi.
Si ritrova qualche effetto simile nei film di Frederic Charpentier che rifotografa la degenerazione delle sequenze dei film porno in The Dog Star Man Has A Too Big Flaming Cock For The Sheba Queen (1991). In Imagogie, Frederique Devaux mette sul nastro 16 mm delle parti di pellicola fotografica creando così una dicotomia tra la proiezione del nastro e la sua visione sul tavolo; questo film, alla maniera di Retour a la raison (1924) di Man Ray con dei corpi di donne nude, o comeFilmfinish (1986) di Paolo Gioli con delle foto deformate di sportivi in azione, mette in concorrenza due modi di comprensione del nastro. Tra il flusso di immagini e le manipolazioni grafiche del materiale iniziale, si innesta l'intervento fotografico che applica al nastro i principi del collage producendo per la stessa deflagrazione di bilanciamenti, di oggetti e di spazi.
Cecille Fontaine usa i materiali filmici come tele, trasformandoli a seconda del loro stato di conservazione, dell'età. Essa opta per quel o quel tipo di trattamento: mosaico o vetro. Questo lavoro con l'emulsione mette avanti il gesto stesso e reintroduce nella pratica cinematografica un elemento di azzardo specifico alla materia. Un gioco sulla superficie del materiale stesso. Il sollevamento fa apparire nuove forme e nuovi rapporti tra l'oggetto trovato (filmato) che introduce, nel senso della rappresentazione fotografica, la materialità di supporto, la registrazione del gesto e la sua inscrizione spostata, la sua temporalità nei pezzi di pellicola.

## I filmini di famiglia
Oltre all'uso del found footage che privilegia la materialità dell'immagine si constata un nuovo uso che permette al cineasta di lavorare l'autobiografia, il diario. Questi film fanno appello integralmente a degli estratti o a qualche sequenza dei filmini di famiglia. Gustave Deutsch in Adria 1954-1968 (1990) interroga l'utilizzo dei filmati familiari e principalmente i diari delle vacanze. Questo uso particolare favorisce il passaggio dal diario filmato alla sperimentazione e permette di incentrare il film sulla soggettività e la storia personale del cineasta, come Cecile Fontaine in Histoire paralleles (1990). Questo si effettua spesso fino all'affermazione e rivendicazione di un'identità, di una minoranza. Affermazione della differenza razziale, sessuale, ecc. che accompagna una presa di posizione di uno detournement di immagini prodotte da e per la maggioranza bianca maschile. Affermazione di una soggettività, di una storia che si effettua tramite l'uso del detournement dell'immagine e del loro adattamento ad altri fini.
Questa utilizzazione dei filmati familiari e dei film ironici come Abigail Child nella serie Is this what you are born for? (1981-1988) serve alla rivendicazione e alla presa di coscienza come allo scaturire di una storia che sarà controllata dalla minoranza stessa e non più subita e imposta.Ecce Homo (1989) di Jerry Tartaglia gioca con le immagini della sessualità gay sapendo che oggi tutta la rappresentazione omosessuale potrebbe rivelarsi come pornografica. Alla maniera del detournement classico, il ricorso al found footage diventa per le minoranze etniche, sessuali uno dei mezzi più efficaci nel ribaltamento dei valori che si opera per la riappropiazione e dunque la produzione di nuove immagini e la loro distribuzione.
Il ricorso ai film di famiglia o ai diari anonimi, per convocare e favorire il sorgere dei ricordi e inscrivere il lavoro e la potenza della memoria soggettiva a partire dalle identità personali o sociali, sembra essere una delle caratteristiche dei video contemporanei. Come ad esempio in Fast Trip, Long Drop (1993) di Gregg Bordowitz, nel quale il found footage permette al cineasta di inserirsi nella storia, quando deve far fronte alla sua malattia e alla sua morte annunciata. O a Un'ora sola ti vorrei (2002) di Alina Marazzi nel quale l'autrice ripercorre la vita della madre tramite i filmini di famiglia girati dal nonno.
Il found footage non è più la misura collettiva ma appartiene al dominio individuale e permette alla storia familiare di diventare storia universale per il suo affrancaggio e la sua iscrizione al dominio pubblico.

## Esponenti di questa tecnica
- Jean-Luc Godard per il suo film Livre d'Image (2018)
- Martin Arnold
- Craig Baldwin
- Gianfranco Baruchello, per il suo film Verifica incerta (Disperse Exclamtory Phase; 1964)
- Yann Beauvais
- Dara Birnbaum
- Frans Buyens, per il suo film Combattre pour nos droits (1962)
- Abigail Child
- Bruce Conner
- Joseph Cornell
- Guy Debord
- Alberto Grifi, per il suo film Verifica incerta (Disperse Exclamtory Phase; 1964)
- Vincent DiVito
- Peter Delpeut
- William Farley
- Cécile Fontaine
- Federica Foglia
- Barbara Hammer
- Ken Jacobs
- Standish D. Lawder
- Matthias Müller
- Vivian Ostrovsky
- Paul Pfeiffer
- Filippo Porcelli
- Jürgen Reble
- David Rimmer
- Stephan Sachs
- Keith Sanborn
- Sharon Sandusky
- Philip Solomon
- Henri Storck, per il suo film Histoire du soldat inconnu (1931)
- Chick Strand
- Leslie Thornton
- René Viénet
- Ethan Ward
- Peter Tscherkassky
- Paolo Gioli, per il suo film Anonimografo (1972)
- Péter Forgàcs
- Ruggero Deodato, per il suo film Cannibal Holocaust (1980)
- Roberto Nanni, nel lavoro Dolce vagare in sacri luoghi selvaggi (1989)
- Daniel Myrick ed Eduardo Sánchez per il loro film The Blair Witch Project - Il mistero della strega di Blair (1999)

### Pasolini
Un film di found-footage rimasto incompiuto è La rabbia di Pier Paolo Pasolini e Giovannino Guareschi, di cui lo stesso Pasolini diceva:
« È un film tratto da materiale di repertorio (novantamila metri di pellicola: il materiale di circa sei anni di vita di un settimanale cinematografico, ora estinto). Un'opera giornalistica, dunque, più creativa. Un saggio più che un racconto. »
(n. 38, anno XVII, 20 settembre 1962)